# Tulband (hoofddeksel)

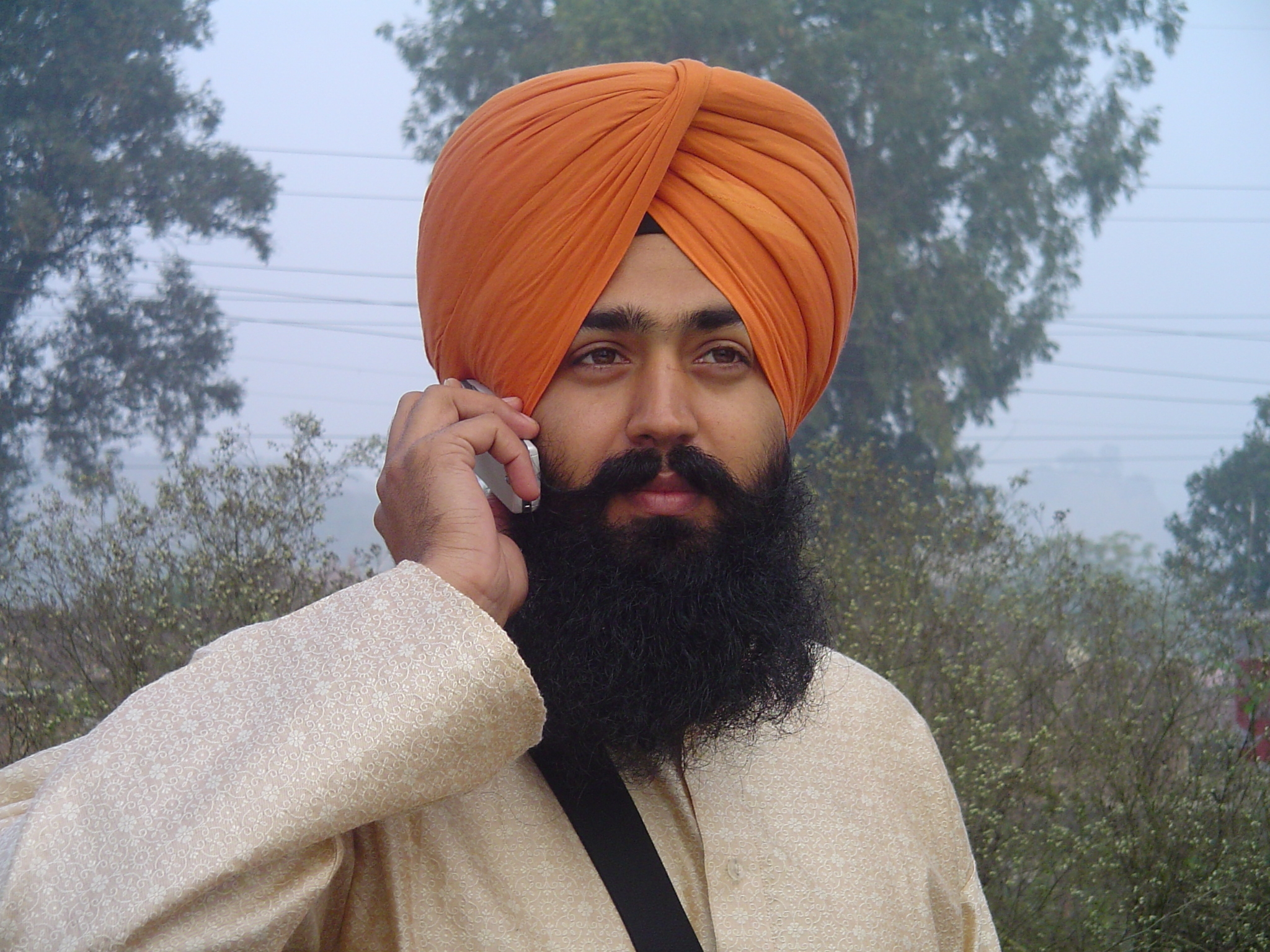
Een tulband dragende sikh

Een tulband is een hoofddeksel van Aziatische oorsprong.
De oorsprong van het woord tulband kan gezocht worden in een vervorming van het Perzische woord dulband (دلبند), wat zoveel als 'lende-band' betekent. Via het Oudturkse tülbend is het woord in Europese talen terechtgekomen. Het woord tulp is hier ook van afkomstig.
Een andere theorie zegt dat het bestaat uit de twee Proto-Indo-Europese stammen: tula (dragen, verwant met tolereren en dulden) en band: band, binden.
Tulbanden worden veel gedragen door nomaden en woestijnvolken, ter bescherming tegen zon en zand. Ook de sikhs in India dragen ze. Zij noemen het een dastar of dastaar.
Een tulbandhoed voor vrouwen wordt turban genoemd. In Nederland werd koningin Juliana veel gezien met een turban.